# Lliure circulació dels treballadors
La lliure circulació de treballadors s'estableix en virtut del Tractat de la Comunitat Europea, pel qual els ciutadans de tots els països de la UE i de l'Espai Econòmic Europeu poden buscar treball a qualsevol estat membre; una vegada trobat, es regiran per la mateixa legislació que els treballadors nacionals per compte d'altri del país on presten els seus serveis i podran accedir als serveis públics d'ocupació per la seva condició de membres de la Unió.

## Concepte de treballador
El dret comunitari europeu no ofereix una sola definició de la condició jurídica de treballador, tot i que proposa diferents interpretacions del terme, destacant una triple significació del concepte de treballador a la legislació comunitària: 
1. la condició de treballador a efectes de la titularitat i de l'exercici de la llibertat de circulació de treballadors
2. la condició de treballador a efectes de l'aplicació de la normativa sobre el manteniment dels drets dels treballadors en cas de traspassos d'empreses
3. la condició de treballador a efectes de l'àmbit d'aplicació de la seguretat social dels treballadors migrants

## Prohibició de discriminació a causa de la nacionalitat
Es recull als articles 12 i 39.2 del TCE i ve a dir que es prohibirà qualsevol discriminació a causa de nacionalitat i que la lliure circulació suposarà l'eliminació de qualsevol discriminació a causa de nacionalitat entre els treballadors dels estats membres, respecte a l'ocupació, la retribució i les altres condicions de treball.
Amb això es pretén que l'estat comunitari d'acollida dispensi un tractament igual pels forans que el que dispensa pels seus ciutadans. És molta la importància d'aquest contingut per la consecució de la lliure circulació de treballadors com a instrument per aconseguir un efectiu establiment d'un mercat comú. D'altra banda, cal assenyalar que tot i la importància de la lliure circulació de treballadors per assolir aquest mercat, el TCE manca de mesures positives que fomentin la lliure circulació i es limita a intentar suprimir els obstacles a la lliure circulació, mancances que han sigut resoltes a través de la Jurisprudència del TJC, que amplià l'àmbit d'aplicació de l'art. 39 del tractat a supòsits que no es qualifiquen de discriminatoris.

## Igualtat de tracte
Qualsevol treballador de la UE té dret a exercir una activitat per compte d'altri a qualsevol estat de la UE, independentment del seu lloc de residència, en les mateixes condicions que els ciutadans nacionals. La igualtat de tracte s'aplica a totes les condicions d'ocupació i de treball, ja sigui remuneració, acomiadament, reinserció professional o feina nova en cas de desocupació.
Pel que fa a accés a la feina, el principi d'igualtat de tracte suposa que un treballador ciutadà de la UE té la mateixa prioritat que els ciutadans nacionals per accedir a la feina a qualsevol estat membre, és a dir, que no es poden aplicar disposicions nacionals que limitin en nombre o en percentatge l'ocupació d'estrangers. Per tant, quan en un estat membre la concessió de qualsevol tipus d'avantatge a empreses estigui supeditada a l'ocupació d'un percentatge mínim de treballadors nacionals, aquest treballador serà considerat com a treballador nacional.
A més, segons el dret comunitari, qualsevol clàusula d'un conveni col·lectiu o individual, o de qualsevol altra reglamentació col·lectiva relativa a les condicions d'accés a la feina, a la remuneració i a les altres condicions de treball per les modalitats d'acomiadament, serà nul·la de ple dret si s'hi estableixen o permeten condicions discriminatòries respecte als treballadors nacionals d'altres estats membres.

## Coneixement lingüístic
Per accedir a una feina, es poden exigir coneixements lingüístics, com pot ser un coneixement acceptable de la llengua nacional. Això suposa que el nivell de coneixements ha d'estar en proporció amb els requisits de la feina i ser raonablement necessari per poder acomplir-los de manera adequada. Les mesures adoptades a escala nacional per protegir o fomentar una llengua en un estat membre han de ser conformes al dret comunitari, però en cap cas poden discriminar els ciutadans d'altres estats membres, car han de respectar el principi d'igualtat. Tampoc no es pot exigir una llengua determinada com a llengua materna.

## Permís de treball
Els ciutadans de la UE i de l'EEE estan exempts de les obligacions de visat, passaport i controls mèdics a la seva arribada a un altre país de la UE. El document d'identitat permet entrar-hi lliurement i posteriorment desplaçar-se durant un període de tres mesos. No s'exigeix permís de treball als ciutadans de la UE ni de l'EEE a causa de la seva condició de ciutadans comunitaris.
Poden exercir l'activitat professional que desitgin. Tanmateix, tan aviat com trobin una feina, i a tot estirar en un termini de 3 mesos a partir de la seva arribada, hauran de sol·licitar una «targeta de residència de ciutadà d'un estat membre de la UE», que té una validesa de cinc anys i és renovable de ple dret.